# 馬里卡 (扎什基夫區)
49°10′29″N 30°06′40″E / 49.17472°N 30.11111°E
馬里卡（烏克蘭語：Марійка）是位於烏克蘭中部的村莊，由切爾卡瑟州烏曼區的扎什基夫市鎮負責管轄。該村面積13.5平方公里，海拔高度220米，2009年人口316，人口密度每平方公里216人。